# Vlag van Ravenswoud

Vlag van Ravenswoud

De vlag van Ravenswoud is de dorpsvlag van het Nederlandse dorp Ravenswoud, in de Friese gemeente Ooststellingwerf. Deze is in huidige vorm sinds 2022 in gebruik genomen en ontstaan tijdens een ontwerpwedstrijd. De vlag werd gekozen uit een drietal ontwerpen.
De vlag bestaat uit zeven schuine banen van gelijke breedte, afwisselend groen, wit en blauw. Dit ontwerp is afgeleid van de Friese vlag. Linksonder staan twee groene banen die verwijzen naar het bos. Rechtsboven staan twee blauwe banen die verwijzen naar het water. Wanneer u Ravenswoud vanuit de lucht bekijkt bestaat het dorp namelijk uit stroken bos en water. Aan de broeking is een rode gestileerde raaf afgebeeld. Deze verwijst natuurlijk naar de dorpsnaam. De rode kleur is herleid aan de pompeblêden en vormt een link naar de gemeente Ooststellingwerf.  